# Parzanica

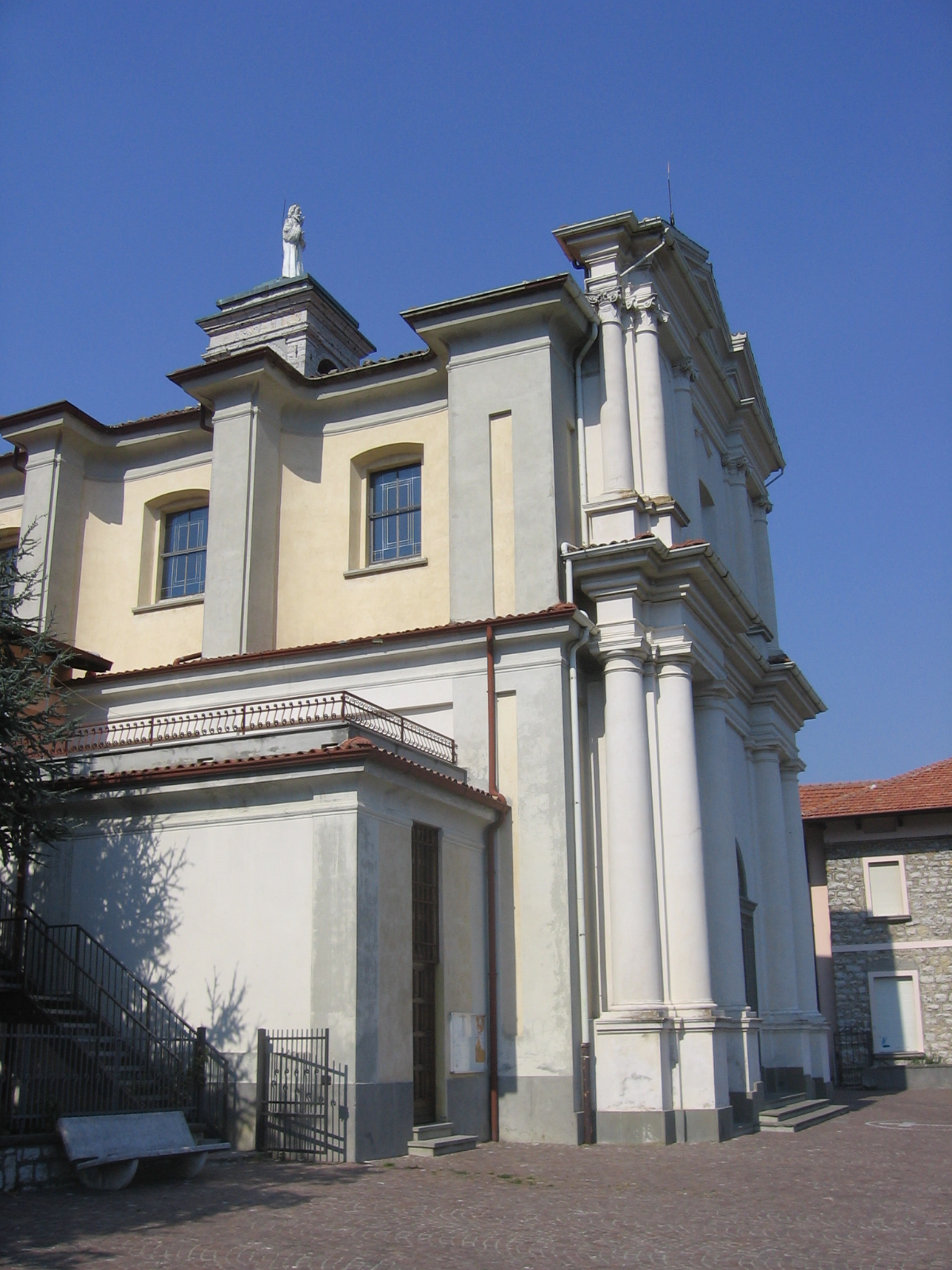
Pfarrkirche San Colombano

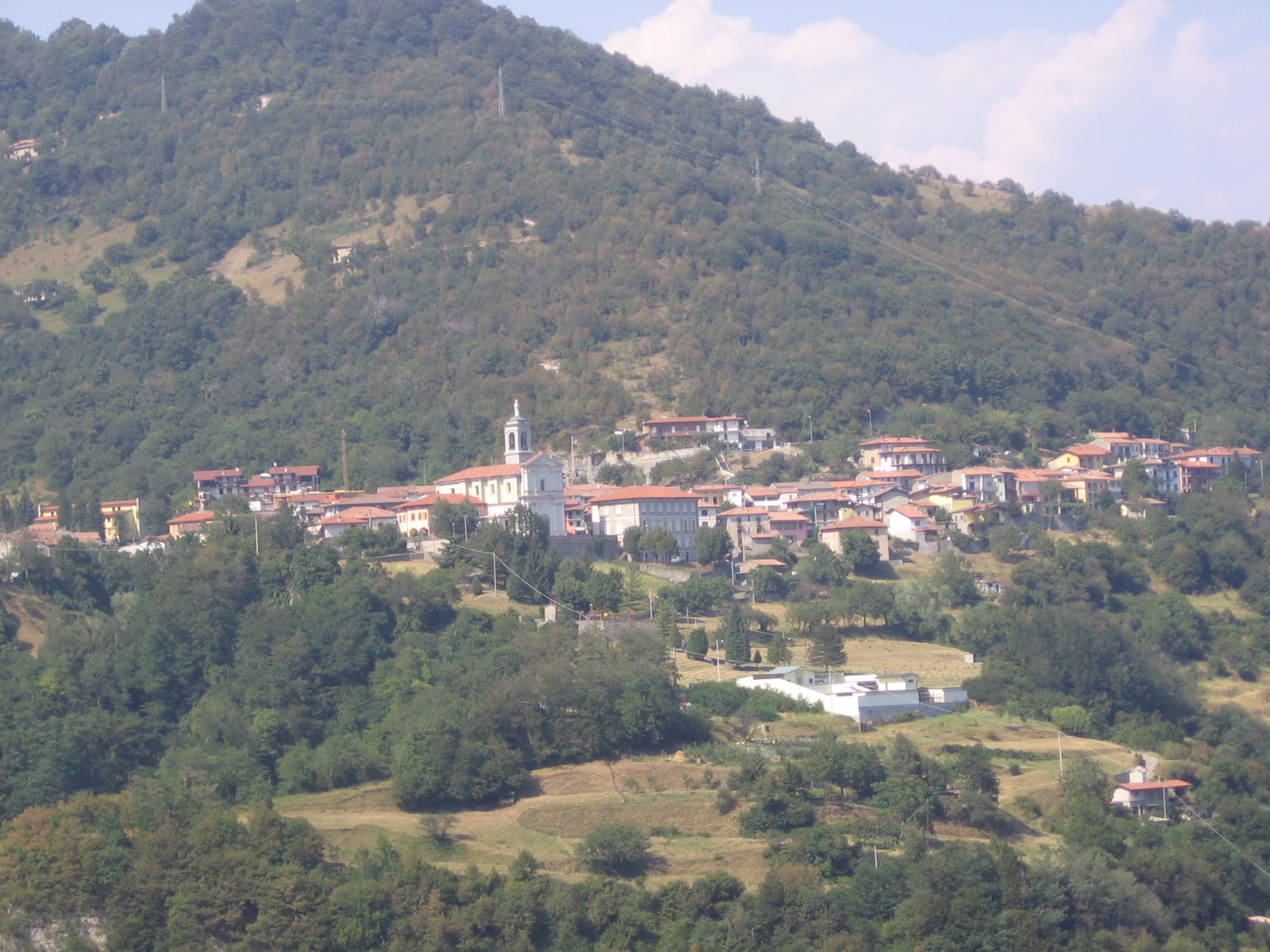
Panorama von Parzanica

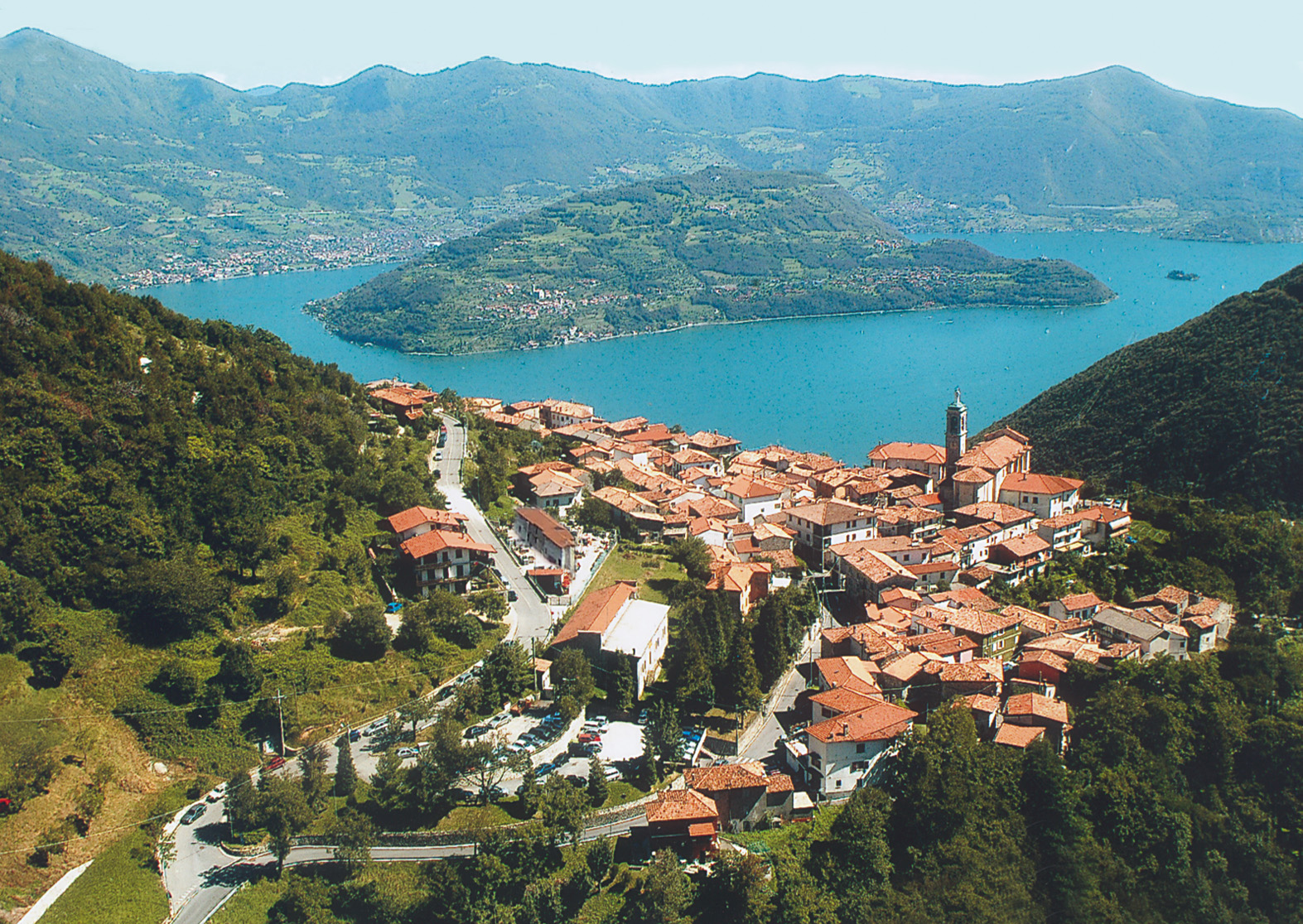
Blick über den Ort zum Lago d’Iseo

Parzanica ist eine norditalienische Gemeinde (comune) mit 340 Einwohnern (Stand 31. Dezember 2023) in der Provinz Bergamo in der Lombardei.
Die Gemeinde liegt am westlichen Ufer des Lago d’Iseo an der Strada Statale 469. Parzanica grenzt an die Gemeinden Marone und Monte Isola an die Provinz Brescia.

## Sehenswürdigkeiten
- Die Pfarrkirche San Colombano, die dem Hl. Columban von Luxeuil gewidmet ist, stammt aus dem späten 16. Jahrhundert. Sie steht am südlichen Dorfrand. Der Kirchturm hat ein Glockenspiel aus fünf Glocken.
- Im Ortsteil Acquaiolo etwas unterhalb, an der Straße nach Cambianica, stehen schöne Landhäuser in altertümlichen Stil.

## Einzelnachweise

Panorama von Belvedere / Parzanica auf den Lago d’Iseo